# Константин Гонгил
Константин Гонгил (греч. Κωνσταντῖνος Γογγύλης (р. ок. 913/4 – ) — византийский евнух и придворный, в 949 году возглавивший поход на Крит.

## Биография

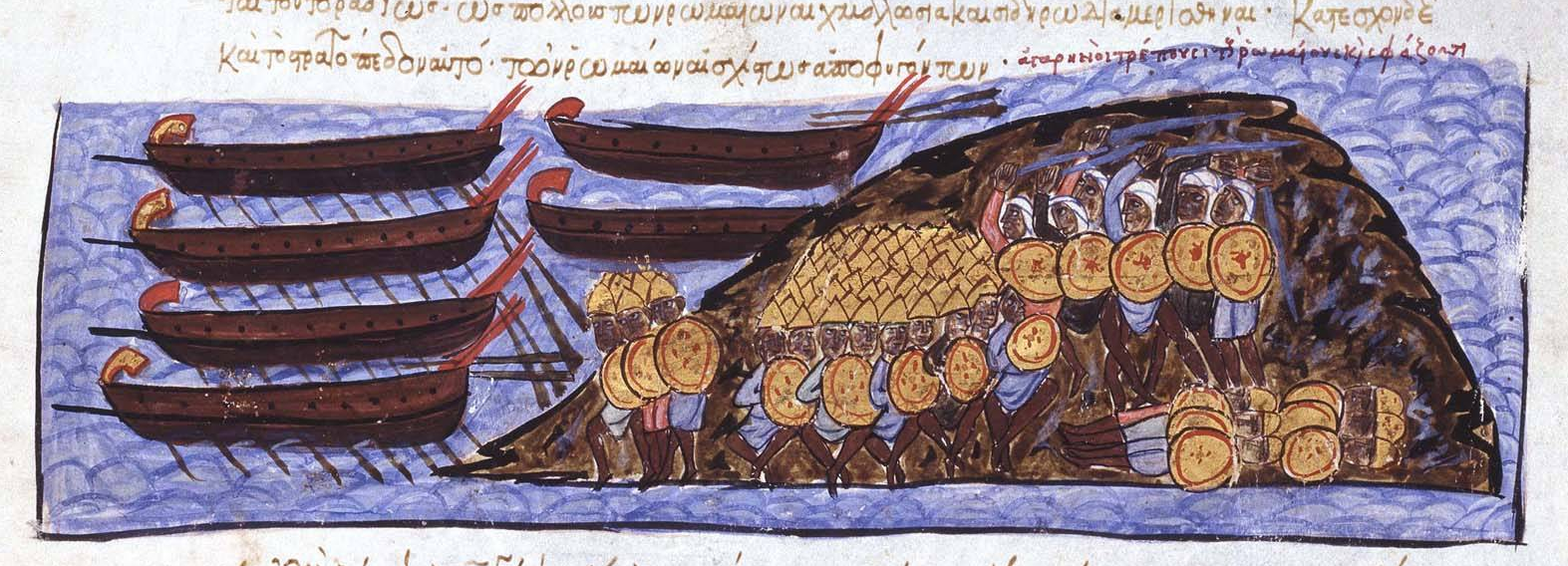
Победа критских сарацин над византийцами (Мадридский Скилица).

Ничего неизвестно о ранней жизни, помимо приезда из Пафлагонии. Агиография Жизнь Василия Нового указывает, что он и его брат Анастасий были родственниками евнуха Константина Пафлагонца, пришедшего к власти при дворе как фаворит паракимомена Самоны и императора Льва VI (пр. 886—912). Константин стал известным в 913/914 г., когда после смерти императора Александра (пр. 912—913) императрица-регент Зоя Карбонопсина избрала его с братом личными советниками. По этому случаю Константин был возведён в высший дворянский чин патрикия.
Константин пользовался большим влиянием, но с приходом императора Романа Лакапина (пр. 920—944) оно снизилось. Хотя он вмешался, чтобы спасти правителя от ослепления за его роль в катастрофической битве при Ахелое, братья поддержали мятеж генерала Льва Фоки Старшего, но быстро перешли на сторону выстоявшего Лакапина. В дальнейшие годы его правления они не упоминаются.
После низложения Лакапина в декабре 944 года Константин Гонгил был назначен главой византийского флота. В 949 г. ему было поручено отвоевать остров Крит у сарацин. Экспедиция закончилась катастрофической неудачей, которую византийские хронисты связывают с отсутствием военного опыта у Гонгила: он не укрепил лагерь, который был разгромлен и почти уничтожен во время внезапного ночного нападения сарацин. Сам Гонгил едва спасся на своём флагманском кораблей, . После этого его судьба в значительной степени неизвестна. На момент составления ок. 960-х гг. «Жизни Василия Нового» он и его брат были вне политики и тратили состояние на меценатские и благотворительные дела.